# Megalastrum
Megalastrum, biljni rod porodice rebračevki (Dryopteridaceae), kojemu pripada 99 priznatih vrsta papratnica iz reda osladolike. 
Rod je neotropski, od Meksika i Antila do Urugvaja i Argentine, osim triju vrsta koje se javljaju u Africi, Madagaskaru i Maskarenima. Sve vrste su kopnene i rastu u vlažnim šumama, većina nastanjuje srednje uzvisine (800-2000 m). Rod je uglavnom rijedak ili ga nema u nizinskim područjima, kao što su bazeni Amazone i Konga.

## Vrste
1. Megalastrum abundans (Rosenst.) A. R. Sm. & R. C. Moran
2. Megalastrum acrosorum (Hieron.) A. R. Sm. & R. C. Moran
3. Megalastrum adenopteris (C. Chr.) A. R. Sm. & R. C. Moran
4. Megalastrum aequatoriense A. Rojas
5. Megalastrum albidum R. C. Moran, J. Prado & Labiak
6. Megalastrum alticola M. Kessler & A. R. Sm.
7. Megalastrum andicola (C. Chr.) A. R. Sm. & R. C. Moran
8. Megalastrum angustum R. C. Moran, J. Prado & Labiak
9. Megalastrum apicale R. C. Moran & J. Prado
10. Megalastrum aquilinum (Thouars) Sundue, Rouhan & R. C. Moran
11. Megalastrum aripense (C. Chr. & Maxon) A. R. Sm. & R. C. Moran
12. Megalastrum atrogriseum (C. Chr.) A. R. Sm. & R. C. Moran
13. Megalastrum aureisquama M. Kessler & A. R. Sm.
14. Megalastrum biseriale (Baker) A. R. Sm. & R. C. Moran
15. Megalastrum bolivianum M. Kessler & A. R. Sm.
16. Megalastrum brevipubens R. C. Moran, J. Prado & Labiak
17. Megalastrum canescens (Kunze ex Mett.) A. R. Sm. & R. C. Moran
18. Megalastrum caribaeum (Desv.) R. C. Moran, J. Prado & Labiak
19. Megalastrum ciliatum M. Kessler & A. R. Sm.
20. Megalastrum clathratum R. C. Moran, J. Prado & Sundue
21. Megalastrum connexum (Kaulf.) A. R. Sm. & R. C. Moran
22. Megalastrum costipubens R. C. Moran & J. Prado
23. Megalastrum crenulans (Fée) A. R. Sm. & R. C. Moran
24. Megalastrum ctenitoides A. Rojas
25. Megalastrum decompositum R. C. Moran, J. Prado & Sundue
26. Megalastrum dentatum A. Rojas
27. Megalastrum eugenii (Brade) A. R. Sm. & R. C. Moran
28. Megalastrum falcatum A. Rojas
29. Megalastrum fibrillosum (Baker) R. C. Moran, J. Prado & Sundue
30. Megalastrum fimbriatum R. C. Moran, J. Prado & Sundue
31. Megalastrum fugaceum R. C. Moran, J. Prado & Sundue
32. Megalastrum galapagense R. C. Moran, J. Prado & Sundue
33. Megalastrum galeottii (M. Martens) R. C. Moran & J. Prado
34. Megalastrum gilbertii (Clute) R. C. Moran, J. Prado & Labiak
35. Megalastrum glabrius (C. Chr. & Skottsb.) Sundue, Rouhan & R. C. Moran
36. Megalastrum glabrum R. C. Moran & J. Prado
37. Megalastrum gompholepis R. C. Moran & J. Prado
38. Megalastrum grande (C. Presl) A. R. Sm. & R. C. Moran
39. Megalastrum haitiense (Brause) A. R. Sm. & R. C. Moran
40. Megalastrum heydei (C. Chr.) R. C. Moran & J. Prado
41. Megalastrum hirsutosetosum (Hieron.) A. R. Sm. & R. C. Moran
42. Megalastrum honestum (Kunze) A. R. Sm. & R. C. Moran
43. Megalastrum inaequale (Kaulf. ex Link) A. R. Sm. & R. C. Moran
44. Megalastrum inaequalifolium (Colla) A. R. Sm. & R. C. Moran
45. Megalastrum indusiatum R. C. Moran, J. Prado & Labiak
46. Megalastrum insigne R. C. Moran, J. Prado & Sundue
47. Megalastrum intermedium R. C. Moran & J. Prado
48. Megalastrum kallooi (Jermy & T. G. Walker) A. R. Sm. & R. C. Moran
49. Megalastrum lanatum (Fée) Holttum
50. Megalastrum lanuginosum (Kaulf.) Holttum
51. Megalastrum lasiernos (Spreng.) A. R. Sm. & R. C. Moran
52. Megalastrum littorale R. C. Moran, J. Prado & Labiak
53. Megalastrum longiglandulosum R. C. Moran & J. Prado
54. Megalastrum longipilosum A. Rojas
55. Megalastrum lunense (Christ) A. R. Sm. & R. C. Moran
56. Megalastrum macrotheca (Fée) A. R. Sm. & R. C. Moran
57. Megalastrum marginatum M. Kessler & A. R. Sm.
58. Megalastrum martinicense (Spreng.) R. C. Moran, J. Prado & Labiak
59. Megalastrum masafuerae Sundue, Rouhan & R. C. Moran
60. Megalastrum mexicanum R. C. Moran & J. Prado
61. Megalastrum microsorum (Hook.) Stolze
62. Megalastrum miscellum R. C. Moran, J. Prado & Sundue
63. Megalastrum molle A. R. Sm.
64. Megalastrum mollicomum (C. Chr.) A. R. Sm. & R. C. Moran
65. Megalastrum nanum R. C. Moran, J. Prado & Sundue
66. Megalastrum nigromarginatum R. C. Moran, J. Prado & Sundue
67. Megalastrum obtusum R. C. Moran, J. Prado & Sundue
68. Megalastrum oellgaardii R. C. Moran, J. Prado & Sundue
69. Megalastrum oppositum (Kaulf. ex Spreng.) Li Bing Zhang & Yi F. Duan
70. Megalastrum oreocharis (Sehnem) Salino & Ponce
71. Megalastrum oreophilum R. C. Moran, J. Prado & Sundue
72. Megalastrum organense R. C. Moran, J. Prado & Labiak
73. Megalastrum palmense (Rosenst.) A. R. Sm. & R. C. Moran
74. Megalastrum peregrinum Sundue, Rouhan & R. C. Moran
75. Megalastrum peruvianum R. C. Moran, J. Prado & Sundue
76. Megalastrum platylobum (Baker) A. R. Sm. & R. C. Moran
77. Megalastrum pleiosoros (Hook. fil.) A. R. Sm. & R. C. Moran
78. Megalastrum polybotryoides R. C. Moran, J. Prado & Sundue
79. Megalastrum praetermissum R. C. Moran, J. Prado & Sundue
80. Megalastrum pubescens A. Rojas
81. Megalastrum pubirhachis R. C. Moran, J. Prado & Sundue
82. Megalastrum pulverulentum (Poir.) A. R. Sm. & R. C. Moran
83. Megalastrum reductum A. Rojas
84. Megalastrum retrorsum R. C. Moran, J. Prado & Labiak
85. Megalastrum rhachisquamatum R. C. Moran, J. Prado & Sundue
86. Megalastrum rupicola M. Kessler & A. R. Sm.
87. Megalastrum skutchii (Lellinger) A. R. Sm. & R. C. Moran
88. Megalastrum sparsipilosum R. C. Moran & J. Prado
89. Megalastrum spectabile (Kaulf.) A. R. Sm. & R. C. Moran
90. Megalastrum squamosissimum (Sodiro) A. R. Sm. & R. C. Moran
91. Megalastrum subincisum (Willd.) A. R. Sm. & R. C. Moran
92. Megalastrum substrigosum R. C. Moran, J. Prado & Labiak
93. Megalastrum subtile R. C. Moran, J. Prado & Sundue
94. Megalastrum taafense Rouhan, Sundue & R. C. Moran
95. Megalastrum tepuiense R. C. Moran, J. Prado & Sundue
96. Megalastrum umbrinum (C. Chr.) A. R. Sm. & R. C. Moran
97. Megalastrum vastum (Kunze) A. R. Sm. & R. C. Moran
98. Megalastrum villosum (L.) Holttum
99. Megalastrum wacketii (Rosenst. ex C. Chr.) A. R. Sm. & R. C. Moran